# Bomarzo
Bomarzo je středoitalské město v provincii Viterbo v kraji Lazio. Leží v údolí dolního toku Tibery, 14,5 km východoseverovýchodně od Viterba a 68 km severoseverozápadně od Říma. Současné jméno je zkomoleninou původního Polymartium (polis Martium, město Martovo). Kolem roku 400 zde vzniklo biskupství zrušené roku 1015; nyní se hodnost biskupa z Bomarza používá jako titulární. Město ve středověku patřilo Orsiniům, roku  1645 je koupil Ippolito Lante Montefeltro della Rovere, jenž poté získal titul vévody z Bomarza. Hlavní turistickou pamětihodností města je blízký manýristický park Sacro Bosco aneb Park nestvůr.